# Llengües khoisànides
Les llengües khoisànides són uns 30 idiomes, molts d'aquests en perill d'extinció, que es parlen a l'Àfrica, al sud-est i a l'est. Van ser classificades juntes, originalment per Joseph Greenberg.Aquest grup de llengües constitueixen segons alguns experts una família lingüística, si bé sectors acadèmics afirmen que manca documentació suficient per establir-ho amb seguretat. La majoria d'escrits antics són fets per missioners i no per parlants nadius, i de moltes llengües no es posseeix cap registre.
El khoisan es defineix com aquelles llengües que tenen consonants clic i no pertanyen a altres famílies lingüístiques africanes. Durant gran part del segle XX, es va pensar que estaven relacionades entre si, però això ja no s'accepta. Ara es considera que comprenen tres famílies lingüístiques diferents i dues llengües aïllades. Destaca la presència de clics (és a dir, sorolls que es fan petant la llengua) com a fonema, que ha estat incorporat com a manlleu en altres famílies lingüístiques de la zona. Tot el sistema consonàntic és força ric.
Usen la declinació, si bé és més important l'ordre de paraules dins la frase per a determinar-ne la funció sintàctica. Hi ha tres gèneres. La categoria gramatical depèn del context i amplien el vocabulari amb composts. No tenen més de deu numerals amb una paraula pròpia.
Totes les llengües khoisan, excepte dues, són indígenes del sud d'Àfrica; aquestes es classifiquen en tres famílies lingüístiques. Sembla que la família Khoe va emigrar al sud d'Àfrica poc abans de l’expansió bantu. Ètnicament, els seus parlants són els Khoikhoi i els san (boiximans). Dues llengües de l'Àfrica oriental, les dels sandawe i les hadza, originalment també es van classificar com a khoisan, tot i que els seus parlants no són ètnicament ni khoekhoe ni san.
Abans de l'expansió bantu, les llengües khoisan, o llengües similars, probablement estaven esteses per tot el sud i l'est d'Àfrica. Actualment estan restringits al desert del Kalahari, principalment a Namíbia i Botswana, i al Rift d'Àfrica Oriental, al centre de Tanzània.
El nama és la llengua khoisànida més estesa i la parlen unes 250.000 persones; té la consideració oficial de llengua nacional de Namíbia. La llengua sandawe (de Tanzània) n'és la segona, amb 40.000 parlants, encara que actualment se l'acostuma a classificar com a llengua aïllada. I la llengua ju, la tercera, amb 30.000 parlants. Altres modalitats lingüístiques khoisànides estan en perill de desaparició o ja han desaparegut.
L'origen del nom khoisan es troba en els dos pobles principals que parlen aquestes llengües, els khoikhois (sovint anomenats hotentots) i el que els antropòlegs anomenen sans (boiximans, san és el nom que els donen els khoikhois i que ells rebutgen).

## Validesa
El khoisan va ser proposat com una de les quatre famílies de llengües africanes a la classificació de Joseph Greenberg (1949–1954, revisada el 1963). Tanmateix, els lingüistes que estudien les llengües khoisan rebutgen la seva unitat, i utilitzen el nom khoisan com a terme de conveniència sense cap implicació de validesa lingüística, tal com ho fan  papuà i australià. S'ha suggerit que les similituds entre les famílies Tuu i Kxʼa es deuen a un Sprachbund del sud d'Àfrica més que no pas a una relació genealògica, mentre que la família Khoe (o potser Kwadi-Khoe) és una immigració més recent a la zona i pot estar relacionada amb els Sandawe de l'Àfrica Oriental.
La majoria de les llengües estan en perill d'extinció, i diverses estan moribundes o extintes. La majoria no tenen constància escrita. L'única llengua khoisan estesa és el nama (també coneguda com a khoekhoegowab, nàmá o damara) de Namíbia, Botswana i Sud-àfrica, amb un quart de milió de parlants; el sandawe a Tanzània és el segon en nombre amb uns 40.000-80.000, alguns monolingües; i la llengua ǃkung del nord del Kalahari, parlada per unes 16.000 persones. L'ús lingüístic és força fort entre els 20.000 parlants de naro, la meitat dels quals el parlen com a segona llengua.
Les llengües khoisan són més conegudes per l'ús de consonants clic com a fonemes. Normalment s'escriuen amb caràcters com ara ǃ i ǂ. Els clics són consonants força versàtils, ja que impliquen dues articulacions de la llengua que poden funcionar parcialment de manera independent. En conseqüència, les llengües amb el nombre més gran de consonants del món són les khoisan. La llengua juǀʼhoan té 48 consonants clic entre gairebé tantes consonants no clic, vocals estridents i faringalitzades, i quatre tons. Les llengües ǃXóõ i ǂHõã són encara més complexes.
Ernst Oswald Johannes Westphal és conegut pel seu primer rebuig de la família lingüística khoisan. Bonny Sands (1998) va concloure que la família no és demostrable amb les proves actuals. Anthony Traill inicialment va acceptar el khoisan, però el 1998 va concloure que no es podia demostrar amb les dades i els mètodes actuals, rebutjant-lo ja que es basava en un únic criteri tipològic: la presència de clics. Dimmendaal (2008) va resumir l'opinió general així: "S'ha de concloure que les intuïcions de Greenberg sobre la unitat genètica del khoisan no es van poder confirmar amb investigacions posteriors. Avui dia, els pocs estudiosos que treballen en aquestes llengües tracten els tres [grups meridionals] com a famílies lingüístiques independents que no es pot o ja no es pot demostrar que estiguin relacionades genèticament" (p. 841). Starostin (2013) accepta que una relació entre Sandawe i Khoi és plausible, com també ho és una entre Tuu i Kxʼa, però no veu cap indici d'una relació entre Sandawe i Khoi d'una banda i Tuu i Kxʼa de l'altra, o entre cap d'ells i Hadza.
Janina Brutt-Griffler escriu: "Atès que aquestes fronteres colonials es traçaven generalment arbitràriament, agrupaven un gran nombre de grups ètnics que parlaven moltes llengües". Planteja la hipòtesi que això va tenir lloc en el marc dels esforços per evitar la propagació de l'anglès durant la colonització europea i evitar l'entrada de la majoria a la classe mitjana.

## Variació de la llengua khoisan
Anthony Traill va assenyalar l'extrema variació de les llengües khoisan. Malgrat els seus clics compartits, les llengües khoisan divergeixen significativament entre si. Traill va demostrar aquesta diversitat lingüística a les dades presentades a la taula següent. Les dues primeres columnes inclouen paraules de les dues llengües khoisan aïllades, sandawe i hatza. Les tres llengües següents són de la família khoe, la família kxʼa i la família tuu, respectivament.
|            | Sandawe  | Hadza        | Khoe    | Ju     | ǃXóõ   |
| ---------- | -------- | ------------ | ------- | ------ | ------ |
| 'person'   | ǀnomese  | ʼúnù         | khoe    | ʒú     | tâa    |
| 'man'      | ǀnomese  | ɬeme         | kʼákhoe | ǃhõá   | tâa á̰a |
| 'child'    | ǁnoό     | waʼa         | ǀūá     | dama   | ʘàa    |
| 'ear'      | kéké     | ɦatʃʼapitʃʼi | ǂée     | ǀhúí   | ǂnùhã  |
| 'eye'      | ǀgweé    | ʼákhwa       | ǂxái    | ǀgàʼá  | ǃʼûĩ   |
| 'ostrich'  | saʼútà   | kénàngu      | ǀgáro   | dsùú   | qûje   |
| 'giraffe'  | tsʼámasu | tsʼókwàna    | ǃnábe   | ǂoah   | ǁqhūũ  |
| 'buffalo'  | ǀeu      | nákʼóma      | ǀâo     | ǀàò    | ǀqhái  |
| 'to hear'  | khéʼé    | ǁnáʼe        | kúm     | tsʼàʼá | tá̰a    |
| 'to drink' | tsʼee    | fá           | kxʼâa   | tʃìi   | kxʼāhã |

## Famílies

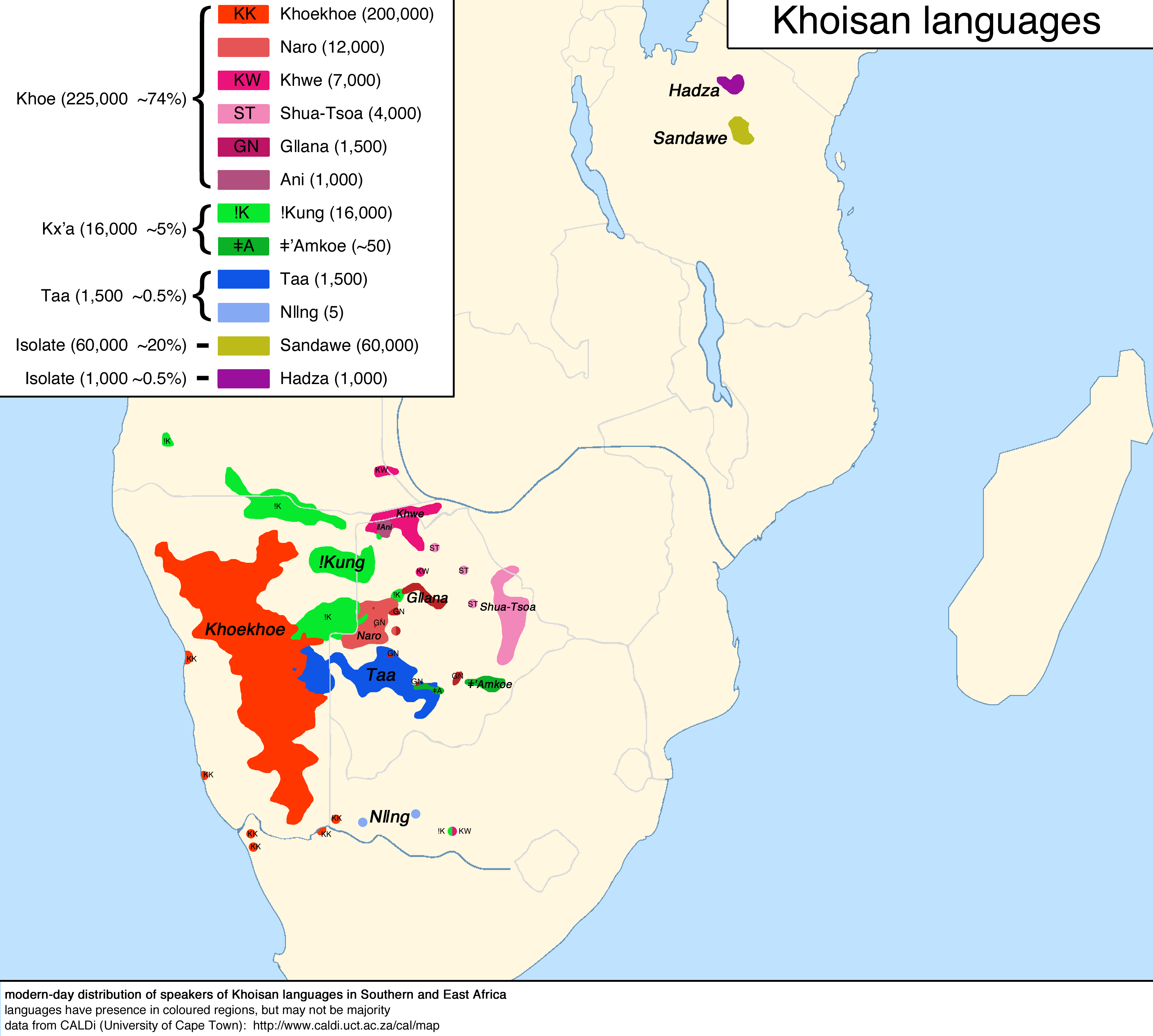
Distribució actual dels parlants de llengües khoisan

Les branques que abans es consideraven part dels anomenats khoisan ara es consideren famílies independents, ja que no s'ha demostrat que estiguin relacionades segons el mètode comparatiu estàndard.
Vegeu Llengües khoe per a especulacions sobre la història lingüística de la regió.

### Hadza
- Tuu
  - Taa
    - ǃXoon (4200 parlants. Un grup dialectal.)
    - Nossob inferior (Dos dialectes, ǀʼAuni i ǀHaasi. Extingits.)

  - ǃKwi
    - Nǁng (1 parlant. Un grup dialectal.)
    - ǀXam (Un grup dialectal. Extingit.)
    - ǂUngkue (Un grup dialectal. Extingit.)
    - Xegwi (Extingida)

Amb uns 800 parlants a Tanzània, el hadza ja no es considera una llengua khoisan i sembla que no té cap relació amb cap altra llengua. Genèticament, el poble hadza no està relacionat amb els pobles khoisan de l'Àfrica meridional, i els seus parents més propers poden ser entre els pigmeus de l'Àfrica central.

### Sandawe
- Kxʼa

- - ǂʼAmkoe (200 parlants, Botswana. Moribund. Un grup dialectal de Nǃaqriaxe, (oriental) ǂHoan i Sasi).

- - ǃKung (també ǃXun o Ju, anteriorment Khoisan del Nord) és un grup dialectal. (~45.000 parlants.) Juǀʼhoan és el dialecte més conegut.

Hi ha alguns indicis que el sandawe (uns 40.000 parlants a Tanzània) podria estar relacionat amb la família khoe, com ara un sistema pronominal congruent i algunes bones coincidències de la llista Swadesh, però no prou per establir correspondències sonores regulars. Sandawe no està relacionat amb Hadza, malgrat la seva proximitat.

### Khoe
- Khoisan

- - Hadza

- - Macro-Khoisan (excl. Hadza)

- -     - Sandawe–Khoe–Kwadi

- -     -       - Sandawe

- -     -       - Khoe–Kwadi

- -     -       -         - Kwadi

- -     -       -         - Khoisan central (= Khoe)

- -     -       -         -           - Khoekhoe

- -     -       -         -           - Kalahari Khoe

- -     - Peripheral Khoisan

- -     -       - Llengua Tuu  (= !Kwi–Taa ~ Tuu)

- -     -       -         - !Kwi

- -     -       -         - Taa

- -     -       - Ju–ǂHoan

- -     -       -         - ǂHoan Occidental

- -     -       -         -  Khoisan septentrional (= Ju)

La família khoe és la més nombrosa i diversa de llengües khoisan, amb set llengües vives i més d'un quart de milió de parlants. Tot i que hi ha poques dades disponibles en kwadi, s'han fet reconstruccions proto-khoe-kwadi per a pronoms i algun vocabulari bàsic.
- ?Khoe–Kwadi

- - Kwadi (extincta)

- - Khoe

- -     - Llengua khoekhoe Aquesta branca sembla haver estat afectada pel Kxʼa–Tuu sprachbund].

- -     -       - Nama (etnònims Khoekhoen, Nama, Damara) (un grup dialectal que inclou ǂAakhoe i Haiǁom)

- -     -       - Eini (extinct)

- -     -       - Sud Khoekhoe

- -     -       -         - Korana (moribund)

- -     -       -         - Xiri (moribunda; un grup de dialectes)

- -     - Tshu–Khwe (o Kalahari) Moltes d'aquestes llengües han patit una pèrdua de clics parcial.

- -     -       - Est Tshu–Khwe (Est Kalahari)

- -     -       -         - Shua (un grup de dialectes que inclou Deti, Tsʼixa, ǀXaise i Ganádi)

- -     -       -         - Tsoa (un grup de dialectes que inclou Cire Cire i Kua)

- -     -       - Tshu–Khwe Occidental ( Kalahari occidental)

- -     -       -         - Kxoe (un grup dialectal que inclou ǁAni i buga)

- -     -       -         - Naro (un grup dialectal, que inclou ǂHaba)

- -     -       -         - Gǁana–Gǀwi (un grup dialectal que inclou la Gǁana i la Gǀwi]))

Una llengua haiǁom apareix a la majoria de referències khoisan. Fa un segle, el poble Haiǁom parlava un dialecte Ju, probablement proper al ǃKung, però ara parlen un dialecte divergent del Nama. Així, es diu que la seva llengua està extinta o que té 18.000 parlants, que és ju o que és khoe. (El seu nombre s'ha inclòs a la secció Nama més amunt.) Són coneguts com a Saa pels Nama, i aquesta és l'origen de la paraula San.

### Tuu
- Tuu

- - Taa

- -     - ǃXoon (4200 parlants. Un grup dialectal.)
    - Nossob inferior (Dos dialectes, ǀʼAuni i ǀHaasi. Extingits.)

- - ǃKwi

- -     - Nǁng (1 parlant. Un grup dialectal.)

- -     - ǀXam (Un grup dialectal. Extingit.)

- -     - ǂUngkue (Un grup dialectal. Extingit.)

- -     - ǁXegwi (Extingit.)

La família tuu consta de dos grups lingüístics, que estan relacionats entre si aproximadament a la distància del khoekhoe i el tshukhwe dins del khoe. Tipològicament són molt similars a les llengües kxʼa (a continuació), però no s'ha demostrat que hi estiguin relacionades genealògicament (les similituds poden ser una característica específica).
- Kxʼa

- - ǂʼAmkoe (200 parlants, Botswana. Moribund. Un grup dialectal de Nǃaqriaxe, (oriental) ǂHoan i Sasi).

- - ǃKung (també ǃXun o Ju, abans Northern Khoisan) és un grup de dialectes. (~45.000 parlants.) Juǀʼhoan és el dialecte més conegut.

### Kxʼa
- Khoisan

- - Hadza

- - Macro-Khoisan (excl. Hadza)

- -     - Sandawe–Khoe–Kwadi

- -     -       - Sandawe

- -     -       - Khoe–Kwadi

- -     -       -         - Kwadi

- -     -       -         - Llengua Khoe

- -     -       -         -           - Khoekhoe

- -     -       -         -           - Kalahari Khoe

- -     - Khoisan perifèric

- -     -       -  Khoisan meridional (= !Kwi–Taa ~ Tuu)

- -     -       -         - !Kwi

- -     -       -         - Taa

- -     -       - Ju–ǂHoan

- -     -       -         - ǂHoan Occidental

- -     -       -         -  Khoisan septentrional (= Ju)

La família Kxʼa és una relació relativament distant que es va demostrar formalment el 2010.
- Kxʼa

- - ǂʼAmkoe (200 parlants, Botswana. Moribund. Un grup dialectal de Nǃaqriaxe, ǂHoan (oriental) i Sasi).

- - ǃKung (també ǃXun o Ju, anteriorment Khoisan del Nord) és un grup dialectal. (~45.000 parlants.) Juǀʼhoan és el dialecte més conegut.

### Classificació per Starostin (2013)
Starostin (2013) fa la següent classificació de la  macrofamília khoisan, que considera una única família lingüística coherent. Tanmateix, aquesta classificació no és àmpliament acceptada.
A l'arbre de la pàgina 472, Starostin escriu realment Western ǂHoan, que és sinònim de Taa, però evidentment significa oriental ǂHoan, és a dir, ǂʼAmkoe.
No totes les llengües que utilitzen clics com a fonemes es consideren khoisan. La majoria d'altres són Llengües bantus veïnes del sud d'Àfrica: les llengües nguni (Xosa, Zulu, Swati, phuthi i ndebele del nord); Sesotho; Yeyi a Botswana; i Mbukushu, Kwangali i Diriku a la Franja de Caprivi. Els clics s'estan estenent a alguns idiomes veïns més. D'aquestes llengües, el xhosa, el zulu, el ndebele i el yeyi tenen sistemes complexos de consonants clic; les altres, malgrat el clic del nom Gciriku, en tenen de més rudimentàries. També hi ha la llengua cuixítica meridional dahalo a Kenya, que té clics dentals en unes poques vintenes de paraules, i una llengua ritual australiana extinta i presumiblement artificial anomenada damin, que només tenia clics nasals.
Les llengües bantus van adoptar l'ús de clics de poblacions khoisan veïnes, desplaçades o absorbides (o d'altres llengües bantus), sovint a través de matrimonis mixtos, mentre que es creu que els dahalo van conservar clics d'una llengua anterior quan van canviar a parlar una llengua cuixítica; si és així, la llengua pre-dahalo podria haver estat alguna cosa semblant a l'hadza o el sandawe. El damin és una llengua ritual inventada i no té res a veure amb el khoisan.
Aquests són els únics idiomes que se sap que tenen clics en el vocabulari normal. De vegades, els idiomes, segons la gent no professional, tenen sons de "clic". Això sol ser un nom incorrecte per a les consonants ejectives, que es troben a gran part del món, o és una referència a l'ús paralingüístic de clics com l'anglès. tsk! tsk!